# Plastik
Plastik — шестой студийный альбом немецкой группы Oomph!, вышедший в октябре 1999 года на лейбле Virgin Schallplatten. С этим альбомом, группа сменила свой стиль, сменила стиль вокала и изменила игру на барабанах и гитаре.

## Об альбоме
Во время работы над материалом альбома, у участников группы возникла идея сделать песню-дуэт. Для реализации этой идеи группе требовалась певица, поющая на немецком в классической манере, с голосом, хорошо сочетающимся с голосом Деро. Этой вокалисткой стала Нина Хаген.

## Список композиций
1. Das weiße Licht (Белый свет) — 4:01
2. Kennst du mich? (Ты знаешь меня?) — 4:44
3. Scorn (Презрение) — 4:01
4. Keine Luft mehr (Нет больше воздуха) — 3:59
5. Hunger (Голод) — 4:11
6. Nothing Is Real (Ничто не реально)- 4:00
7. Mein Traum (Мой сон) — 4:34
8. Always (Всегда) — 3:46
9. Goldenes Herz (Золотое сердце) — 4:30
10. I Come Alive (Я оживаю) — 4:23
11. Fieber (feat. Nina Hagen) (Лихорадка) — 4:13
12. My Own Private Prison (Моя собственная тюрьма) — 4:13
13. Das weiße Licht (Refraction) — 1:56

## Синглы
- Fieber
- Das weiße Licht
- Das weiße Licht (Limited Edition)

## Клипы
- Fieber
- Das weiße Licht